# Contrôle thermique des engins spatiaux
Le contrôle thermique des engins spatiaux est une fonction chargée de maintenir les équipements de ceux-ci à une température nominale dans les toutes les phases de leur mission. Alors que sur Terre cette régulation se fait le plus souvent naturellement, l'environnement spatial a des caractéristiques (vide, micropesanteur, rayonnements), qui se traduisent par l'absence des processus modérateurs que sont la conduction thermique et la convection, et qui génèrent des conditions thermiques extrêmes. Ainsi la température de certaines parties des engins spatiaux en orbite autour de la Terre et des sondes spatiales explorant le système solaire peut être proche du zéro absolu tandis que leurs faces exposées au Soleil peuvent atteindre plusieurs centaines de degrés Celsius. 
Le système de contrôle thermique d'un engin spatial doit maintenir les composants de ses équipements dans une plage de températures pour laquelle ils ont été conçus. Sa conception prend en compte les spécificités de la mission de l'engin spatial : cycles thermiques rapprochés d'un satellite en orbite autour de la Terre, froid extrême des missions à destination des planètes externes du système solaire ou températures très élevées pour les engins spatiaux aux trajectoires passant près du Soleil (exploration de Mercure, observatoires solaires). Il repose sur des dispositifs isolant le cœur de l'engin spatial de l'environnement thermique extrême et en évacuant si nécessaire la chaleur produite par le fonctionnement des équipements. Le système de contrôle thermique utilise des équipements passifs (isolants multicouches, pare-soleils, réflecteurs, peinture) ou actifs (résistances chauffantes, caloducs…). L'évacuation de la chaleur repose sur le rayonnement thermique.

## L’environnement thermique des engins spatiaux

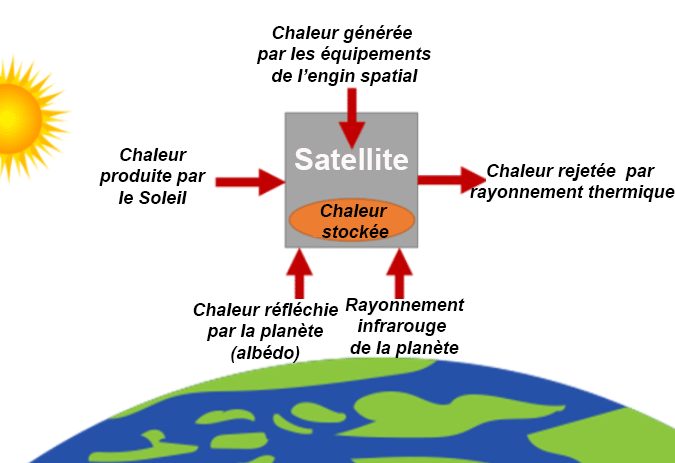
Schéma 1 : Schéma simplifié des flux de chaleur externes d'un satellite en orbite autour d'une planète.

### Sources externes de froid et de chaleur

#### Température du fond du ciel
Dans l'espace, la température d'un engin spatial éloigné de tout objet céleste (Terre…), qui ne serait pas éclairé par le Soleil et sans source de chaleur interne (électronique, réchauffeur (résistance chauffante) générateur thermoélectrique à radioisotope, propulsion, chaleur humaine…) va progressivement atteindre la température du fond du ciel, qui est de 3 kelvins (−270 °C). 
Les flux thermiques solaires direct et indirect (détaillés ci-dessous) font que cette température n'est généralement pas atteinte, même en l'absence d'équipements de contrôle thermique. Cette influence du Soleil est d'autant plus forte que l'engin spatial circule à faible distance de cet astre. Si sa trajectoire le fait passer à proximité d'un objet céleste (planète ou satellite naturel) il reçoit un flux thermique indirect, dont l'origine est le Soleil mais qui est réfléchi (albédo) ou réémis par cet objet.

#### Flux thermique solaire
| Objet céleste | Flux solaire (W/m2) | Albédo    |
| ------------- | ------------------- | --------- |
| Mercure       | 9116                | 0,06-0,10 |
| Vénus         | 2611                | 0,6-0,76  |
| Terre         | 1500                | 0,31-0,39 |
| Lune          | 1500                | 0,07      |
| Mars          | 588,6               | 0,15      |
| Jupiter       | 50,5                | 0,41-0,52 |
| Saturne       | 15,04               | 0,42-0,76 |
| Uranus        | 3,72                | 0,45-0,66 |
| Neptune       | 1,51                | 0,35-0,62 |
| Pluton        | 0,878               | 0,16-0,40 |

Le Soleil  génère au voisinage de la Terre un flux thermique moyen de 1 500 W/m2. Le flux thermique solaire est inversement proportionnel au carré de la distance du Soleil. Il diminue donc avec la distance au Soleil (en moyenne 588,6 W/m2 au niveau de l'orbite de Mars et 0,878 W/m2 pour Pluton aux confins du système solaire)  et au contraire augmente lorsque le Soleil est plus proche (2 620 W/m2 pour Vénus et  9 116 W/m2 pour Mercure). La valeur du flux thermique généré Js exprimé en W/m2 au niveau de l'objet céleste est fourni par l'équation :
{\displaystyle J_{s}={\frac {P}{4{\;}\pi {\;}d^{2}}}}
avec P la puissance totale rayonnée par le Soleil (3,856 × 1026 W) et d la distance entre l'objet céleste et le Soleil. Les caractéristiques du rayonnement solaire sont homogènes dans le système solaire. Il est émis à 90 % dans le spectre visible et à 10 % dans l'infrarouge. L'énergie totale est émise pour 99 % dans les longueurs d'onde comprises entre 150 nanomètres (ultraviolet) et 10 micromètres (infrarouge moyen), autour d'un pic situé à 450 nanomètres (couleur jaune en lumière visible). L'orbite d'une planète autour d'un objet céleste n'étant pas parfaitement circulaire, la valeur du flux thermique solaire varie en fonction de la position de la planète sur son orbite héliocentrique ; le tableau ci-contre en fournit des valeurs moyennes,. Pour la Terre, cette valeur est comprise entre 1 620 W/m2 au solstice d'hiver de l'hémisphère nord et 1 415 W/m2 au solstice d'été 1 326 W/m2.

#### Flux solaire réfléchi par l'objet céleste (albédo)
Pour un article plus général, voir albédo.
Les objets célestes (comme la Terre ou Vénus) réfléchissent une partie du rayonnement solaire qu'ils reçoivent. Le flux thermique généré est proportionnel au flux solaire reçu et à l'albédo qui mesure le pouvoir réfléchissant de la surface de la planète (rapport entre flux reçu et flux renvoyé dont la valeur peut donc être théoriquement comprise entre 0 et 1). L'albédo varie en fonction des caractéristiques de la surface et de l'atmosphère. Ainsi pour la Terre sa valeur va de 0,8 au-dessus des nuages à 0,05 au-dessus des forêts ou d'un océan. Mais compte tenu de la vitesse de survol d'un engin spatial et de son inertie thermique, les ingénieurs peuvent utiliser une valeur moyenne comprise entre 0,31 et 0,39. La Lune a un albédo moyen de 0,07, Mars de 0,15, Vénus de 0,76, Jupiter de 0,51, Mercure de 0,06 et Saturne 0,5. Ce rayonnement solaire réfléchi engendre un flux thermique pour les satellites passant à faible distance de leur surface. Le flux thermique produit est inversement proportionnel au carré de la distance entre la surface et l'engin spatial mais dépend également de la manière dont le rayonnement solaire est réfléchi vers ce dernier. Le flux thermique généré Ja exprimé en watts par mètre carré est égal à :
{\displaystyle J_{a}=J_{s}{\;}a{\;}F}
avec Js le flux solaire en W/m2, a l'albédo de l'objet céleste et F le facteur de visibilité qui est un coefficient compris entre 0 et 1 selon à la fois de l'altitude de l'engin spatial au-dessus de l'objet céleste et de l'angle de phase  entre les droites joignant le centre de la planète avec d'une part l'engin spatial et d'autre part le Soleil. Par exemple, si l'engin spatial circule sur une orbite basse (~200 km) et que le Soleil se trouve sur la droite joignant le satellite au centre de l'objet céleste, F prendra la valeur maximale (1). À la même altitude avec un Soleil perpendiculaire à cette droite l'albédo est d'environ 0,1. À 10 000 kilomètres d'altitude, dans la position du Soleil la plus favorable, l'albédo n'est plus que de 0,1. Pour un satellite en orbite autour de la Terre à une altitude de 800 kilomètres le flux thermique reçu par les surfaces orientées vers la Terre est au maximum de 300 W/m2 et en moyenne de 100 W/m2. Son spectre est très proche de celui du flux solaire direct avec quelques bandes d'absorption résultant de la traversée de l'atmosphère et de la nature des surfaces ayant réfléchi le flux solaire.

#### Rayonnement thermique de l'objet céleste
Les objets célestes comme la Terre sont en équilibre thermique, c'est-à-dire que la chaleur qu'ils renvoient dans l'espace est à peu près identique à celle qu'ils reçoivent (la chaleur générée par les éléments radioactifs présents à l'intérieur de la planète peuvent être négligés). L'énergie qui n'a pas été réfléchie par la planète (voir Albédo) est renvoyée dans l'espace sous la forme d'un rayonnement infrarouge. Contrairement à l'énergie réfléchie, qui n'est produite que par la face éclairée de la planète, ce rayonnement infrarouge est homogène sur toute la surface et donc également émis par la face non éclairée. Ces deux types de flux thermique, qui décroissent comme le carré de l'altitude, deviennent faibles à quelques milliers de kilomètres d'altitude et quasi nuls au niveau de l'orbite géostationnaire. Le flux solaire émis est équivalent à celui d'une sphère dont la température serait d'environ −18 °C. Ce flux est émis dans l'infrarouge moyen entre 10 et 12 micromètres. Pour calculer le flux thermique reçu par un satellite orbitant à la limite de l'atmosphère terrestre, on utilise la valeur de 237 W/m2 au niveau de la surface de la Terre. La formule de calcul est :
{\displaystyle J_{p}=237{\;}({\frac {R_{rad}}{R_{orbit}}})^{2}}
avec  Jp l'énergie reçue (en watts par mètre carré),  Rrad égal au rayon de la Terre et Rorbit égal au rayon de l'orbite de l'engin spatial. Pour un satellite orbitant autour de la Terre à une altitude de 800 kilomètres, le flux thermique reçu par les surfaces tournées vers la Terre est ainsi de 190 W/m2.

#### Cycles thermiques

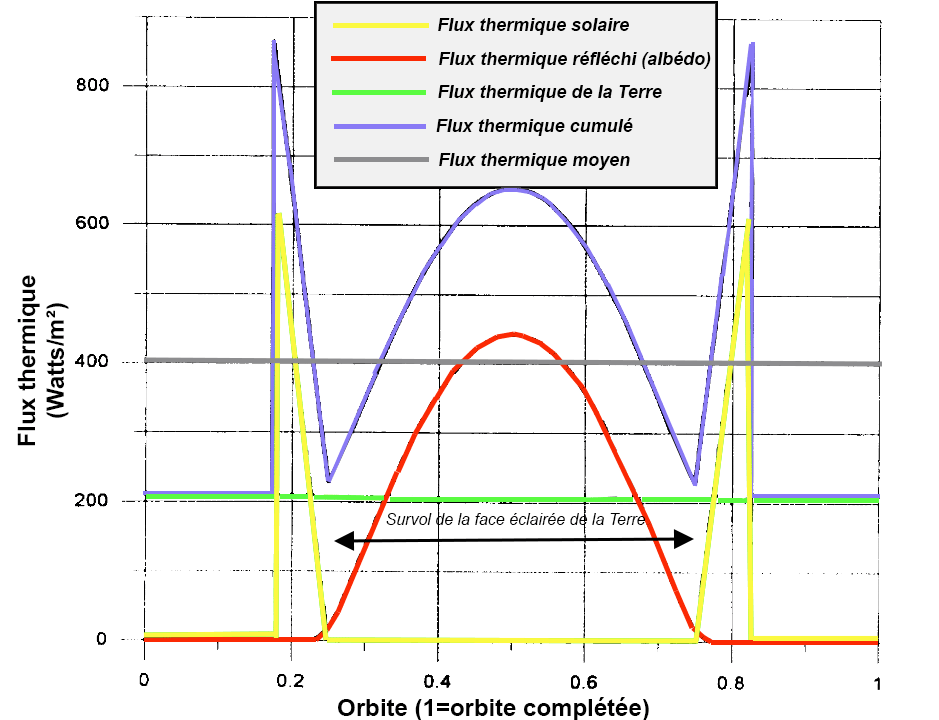
Schéma 2 : Variations sur une orbite des flux thermiques externes reçus par la face tournée vers le nadir (surface de la planète) d'un satellite circulant sur une orbite terrestre basse (cas typique d'un satellite d'observation de la Terre).

Les satellites en orbite autour d'une planète sont soumis à des cycles thermiques plus ou moins accentués dont les caractéristiques dépendent notamment de l'inclinaison orbitale, de l'altitude et de l'orientation. Chaque face externe du satellite est généralement exposée à des cycles thermiques. Par exemple, dans le cas d'un satellite d'observation de la Terre circulant sur une orbite terrestre basse et dont la face portant les instruments est systématiquement tournée vers la Terre (nadir), le flux thermique dû à l’albédo est nul sur la face sombre de la planète et augmente progressivement lors du passage du côté de la face éclairée. Le flux thermique solaire passe également par des pics à des points bien particuliers de son orbite.

### Sources internes de chaleur
Lorsque l'engin spatial  fonctionne, il produit une certaine quantité de chaleur qui prend sa source dans plusieurs types d'équipement  : 
- l'électronique omniprésente dissipe une partie de l'énergie consommée en chaleur. C'est généralement la principale source de chaleur d'un engin spatial ;
- les batteries s'échauffent lorsqu'elles sont rechargées ;
- le système propulsif, lorsqu'il repose sur des processus chimiques, produit de la chaleur durant ses brèves périodes de fonctionnement ;
- si l'énergie électrique est produite par un générateur thermoélectrique à radioisotope, celui-ci dissipe une grande quantité de chaleur ;
- si l'engin spatial embarque un équipage, celui-ci produit une grande quantité de chaleur (flux thermique d'origine biologique).

#### Cas particulier des flux thermiques subis lors de la pénétration dans une atmosphère planétaire
Certaines catégories d'engins spatiaux subissent de manière transitoire un échauffement car ils sont amenés à pénétrer dans l'atmosphère à grande vitesse : engins spatiaux atterrissant à la surface d'une autre planète  pourvue d'une atmosphère comme Mars ou Titan (sonde spatiale  emportant un atterrisseur ou astromobile, mission de retour d'échantillons), capsule habitée ou non revenant sur Terre (mission de retour d'échantillons, retour de mission d'un équipage), engin spatial effectuant une manœuvre d'aérofreinage pour modifier son orbite ou satellite circulant temporairement sur une orbite terrestre extrêmement basse pour disposer d'une meilleure résolution (satellite de renseignement, certains satellites scientifiques).

## Les échanges thermiques dans l'espace
L'environnement spatial est caractérisé par un quasi vide. En l'absence d'atmosphère, deux des trois processus qui permettent les échanges thermiques sur Terre ne fonctionnent pas : la convection où l'échange thermique passe par un fluide en mouvement (l'atmosphère) et la conduction thermique où l'échange thermique se fait au contact de l'atmosphère. Les échanges thermiques entre un engin spatial et son environnement s'opèrent quasi exclusivement à travers le rayonnement thermique. Celui-ci est produit par tout objet dont la température est supérieure au zéro absolu. La longueur d'onde du rayonnement thermique est fonction de sa température et se situe exclusivement dans l'infrarouge. La puissance rayonnée suit la loi de Stefan-Boltzmann, qui énonce qu'elle est proportionnelle à la quatrième puissance de la température absolue (exprimée en kelvins). Au sein de l'engin spatial, le transfert de chaleur se fait par rayonnement thermique mais également par conduction thermique et dans certains cas et pour certains sous-ensembles par convection (sur les sondes spatiales russes l'électronique est contenue dans des enceintes pressurisées contenant une atmosphère. 

## Système de contrôle thermique d'un engin spatial: définition et besoins

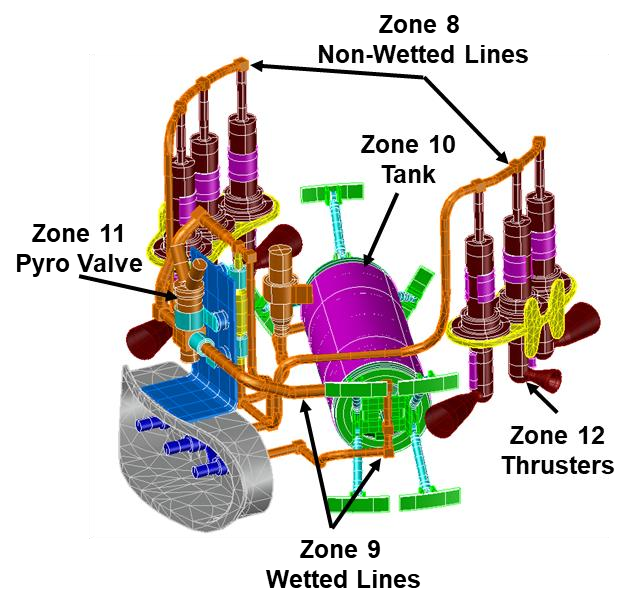
Le système de contrôle d'attitude de la fusée chargée de ramener les échantillons martiens sur Terre (mission Mars Sample Return est découpée en plusieurs éléments ayant des contraintes de température différentes.

De nombreux composants d'un engin spatial doivent être maintenus dans une plage de températures donnée pour pouvoir remplir leur rôle. Cette plage de températures peut être très étroite pour certains équipements sensibles comme les roues de réaction ou l'horloge du bord. L'absence des processus de convection et de conduction thermique et la température du fond du ciel très basse font que les surfaces externes d'un engin spatial peuvent atteindre des températures extrêmes - très haute pour les faces exposées au Soleil (80 °C pour un satellite en orbite terrestre basse) et très basse pour les faces à l'ombre (−200 °C pour ce satellite) - tandis que la chaleur produite par les équipements s'évacue difficilement sans dispositif adapté. Le système de contrôle thermique regroupe différents dispositifs chargés de faire en sorte que les constituants de l'engin spatial soient maintenus dans les plages de température adaptées à leurs caractéristiques. Ce résultat est obtenu par une maitrise des échanges de chaleur entre d'une part l'environnement spatial et les parties exposées à celui-ci et d'autre part par une gestion des transferts de chaleur appropriée entre les différents composants de l'engin spatial ainsi que ponctuellement des apports de chaleur au moyen de résistances chauffantes. Les besoins que doit satisfaire le système de contrôle thermique sont principalement :
- permettre aux composants de survivre en évitant de dépasser des températures de changement d’état ou de destruction ;
- pour les composants non structurels, faire en sorte qu'ils puissent fonctionner et que leur durée de vie soit la plus longue possible. Ce besoin s'applique en particulier aux composants électroniques et aux équipements mécaniques qui ne peuvent fonctionner que dans une plage de températures relativement étroite, proche des températures qu'on trouve sur Terre. En effet, pour des raisons de cout, ces composants sont généralement dérivés d'équipements utilisés sur Terre qui n'ont pas été conçus pour fonctionner dans les conditions de température rencontrées dans l'espace. À l'opposé les détecteurs de certains télescopes infrarouges doivent être maintenus à une température proche du zéro absolu ;
- pour les composants structurels, éviter les gradients de température trop élevés (Homogénéité thermique) qui peuvent entrainer des déformations liées aux phénomènes thermo-élastiques. La modification même très faible de la géométrie de la structure peut diminuer les performances de la charge utile (télescope spatial, viseur d'étoiles…) ou gripper les mécanismes existants.
- éviter les variations trop brutales de température (stabilité thermique temporelle).

| Sous-ensemble | Composant         | Température minimum | Température maximum | Autre exigence thermique                                                                                       |
| ------------- | ----------------- | ------------------- | ------------------- | --- |
| Plateforme    | Panneaux solaires | -100 °C             | +100 °C             | |
| Plateforme    | Tuyères           | 10 °C               | 500 °C              | |
| Plateforme    | Batteries         | -10 °C              | +10 °C              | |
| Plateforme    | Antennes          | -100 °C             | +100 °C             | |
| Plateforme    | Électronique      | -20 °C              | +50 °C              | Stabilité temporelle : 5 °C par heure                                                                          |
| Plateforme    | Réservoirs ergols | +10 °C              | +50 °C              | |
| Charge utile  | Banc optique      | +18 °C              | +22 °C              | Homogénéité thermique : 2 °C par mètre                                                                         |
| Charge utile  | Détecteurs (CCD)  | +20 °C              | +21 °C              | Stabilité temporelle : 0,1 °C par minute Homogénéité thermique : 0,01 °C entre deux éléments d'une matrice CCD |

## Bilan thermique
La température d'un engin spatial est déterminée par la balance existant entre d'une part la chaleur reçue de l'environnement spatial à laquelle s'ajoute celle produite par ses équipements (électronique…) et d'autre part la chaleur évacuée par   rayonnement thermique. Pour pouvoir obtenir les températures souhaitées au niveau des différents composants de l'engin spatial il est donc nécessaire de pouvoir contrôler la chaleur absorbée ou celle rayonnée (en général les deux). 
Si l'engin spatial se comportait comme un corps noir, sa température serait fixée de manière rigide par la quantité d'énergie reçue. Un corps noir (l'objet dont les caractéristiques s'en approchent est un four chauffé de manière uniforme) est caractérisé par une absorptivité α égale à 1 (toute l'énergie reçue est absorbée) et une émissivité ε égale à 1 (toute l'énergie reçue est réémise). Sa température est fixée par la  loi de Stefan-Boltzmann :
{\displaystyle T=\left({\frac {\ J}{\sigma \,\epsilon \,}}\right)^{0,25}}
Avec T température d'équilibre en kelvin, J la chaleur reçue exprimée en W/m2,  σ constante de Stefan-Boltzmann égale à 5,670374 10-8 et ε  l'émissivité égale à 1 dans le cas d'un corps noir.
Mais les composants d'un engin spatial ont des caractéristiques éloignées de celles d'un corps noir (on parle de corps gris) c'est-à-dire qu'ils n'absorbent pas l'intégralité de l'énergie reçue (l'absorptivité α est inférieure à 1) et ils ne réémettent qu'une fraction de l'énergie absorbée (l'émissivité ε est inférieure à 1). La température T (en kelvin) est déterminée par l'équation : 
{\displaystyle T^{4}={\frac {A_{\alpha }}{A_{\epsilon }}}{\;}{\frac {J_{incident}}{\sigma }}{\;}{\frac {\alpha }{\epsilon }}}
avec  Aalpha surface en m² de l'engin spatial exposée aux flux externes de chaleur (dans le cas d'une sonde spatiale navigant dans l'espace interplanétaire il s'agit seulement de sa face tournée vers le Soleil) et Aepsilon surface rayonnant l'énergie vers l'espace. 
La température d'un élément d'un engin spatial au contact avec l'espace peut être fixée en choisissant un matériau caractérisé par une valeur α/ε adaptée.

## Conception d'un système de contrôle thermique

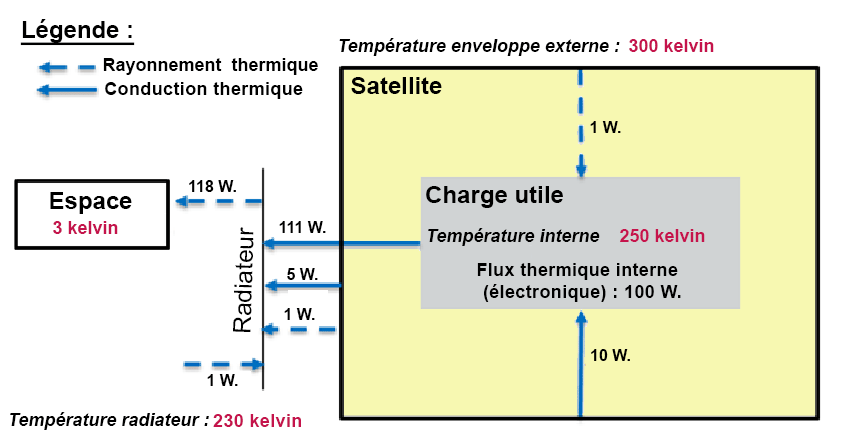
Schéma 3 : Modélisation simplifié des échanges thermiques d'un engin spatial utilisant un caloduc associé à un radiateur et des isolants multicouches (non représentés) pour maintenir la température de ses équipements dans les plages de températures prévues.

La conception d’un système de contrôle thermique s’appuie sur une stratégie simple :
- faciliter ou interdire les échanges thermiques de façon passive ;
- utiliser des actionneurs, généralement des réchauffeurs, pour réguler la température.

### Des solutions variables dépendant du profil des missions
Le système de contrôle thermique est conçu pour répondre aux contraintes environnementales et à la nature de la charge utile de la mission. À ce titre les équipements mis en œuvre peuvent être très différents d'un engin spatial à un autre :
- les missions spatiales à destination des planètes externes du système solaire sont plongées dans un environnement très froid car éloigné du Soleil. Les équipements chargés de maintenir une température acceptable doivent produire une grande quantité de chaleur et peuvent absorber une bonne partie de l'énergie produite par l'engin spatial. En pratique ces missions ont souvent recours à des générateurs thermoélectriques à radioisotope pour produire l'énergie (électricité). Le rendement de ceux-ci est très faible (quelques pourcents) et la majeure partie de l'énergie est dégagée sous forme de chaleur qui peut être utilisée pour maintenir la températures des équipements ;
- les missions spatiales ayant une trajectoire qui les amène à proximité du Soleil (certains observatoires solaires, missions à destination de la planète Mercure) sont confrontées à un environnement extrêmement chaud. Ils doivent utiliser de lourds boucliers thermiques pour maintenir la température des équipements à des niveaux acceptables. Par exemple l'observatoire solaire Parker reçoit un flux solaire 475 fois plus élevé qu'au niveau de l'orbite terrestre lors de son passage au plus près du Soleil (à une distance de 9,86 rayons solaires du Soleil). La surface exposée au Soleil atteint une température de 1 400 °C alors que la température de ses instruments ne doit pas dépasser 30 °C[15]. La sonde spatiale MESSENGER, en orbite autour de Mercure, subit, lors de son survol de cette planète à une altitude de 200 kilomètres, un rayonnement thermique émis par celle-ci dont l'intensité vaut quatre fois le rayonnement solaire au niveau de la Terre (soit 6 000 W/m2), qui s'ajoute au flux thermique solaire direct (9 116 W/m2)[16] ;
- certains instruments de mesure, dans le domaine optique, mettent en œuvre des équipements thermiques particuliers (cryostat, cryoréfrigérateur) afin de pouvoir être mis en œuvre à basse ou très basse température (télescope spatial observant dans l'infrarouge moyen/lointain…).

### Dimensionnement thermique
La conception de système de contrôle thermique fait appel à des outils de modélisation thermique numériques, capables de restituer les températures atteintes par les équipements en fonction de différents scénarios opérationnels. Un engin spatial est constitué d'un grand nombre de composants dont la nature, la géométrie et les caractéristiques physiques sont très différentes. La reproduction exacte du comportement thermique de cet ensemble (températures des éléments et couplages conductifs et thermiques) n'est pas possible. Aussi les modèles numériques utilisent une représentation simplifiée de l'engin spatial. Celui-ci est découpé en éléments, les nœuds thermiques, dont la température est relativement homogène. Dans les parties à fort gradient thermique, le découpage est plus fin. La conception thermique d'un engin spatial est un processus itératif ; aussi, dans les premières phases du projet, le découpage en éléments peut être grossier (quelques dizaines d'éléments) et il est affiné au fur et à mesure de l'avancement du développement. 
Chaque élément du modèle est caractérisé par sa température (en °C ou kelvin), sa capacité thermique massique (en joule/Kelvin) et la puissance thermique qu'il dissipe (en Watts). Les transferts thermiques (couplages thermiques) entre les éléments qu'ils soient radiatifs, conductifs ou convectifs (qui dépendent notamment de l'émissivité et de l'absorptivité des matériaux) ainsi que les flux radiatifs externes (solaire, albédo, infrarouge émis par la planète) sont modélisés. Certains de ces éléments ont des valeurs variables. Le modèle prend en entrée tous ces éléments pour calculer la température de chaque élément en régime d'équilibre thermique (les flux thermiques sont stables dans la durée), en régime transitoire (un ou plusieurs paramètres varie dans le temps) ou en régime transitoire cyclé (les variations de certains paramètres sont répétitives, cas typique d'un satellite en orbite).
Les températures pour lesquelles les composants de l'engin spatial doivent pouvoir fonctionner sont déterminées à partir des résultats de la modélisation auxquels sont ajoutés plusieurs marges. Par exemple ±5°C sont ajoutés à la plage de températures prédite par le modèle pour tenir compte des incertitudes dans la modélisation, la qualification du matériel se fait en ajoutant une marge supplémentaire de ±10°C, mais les vraies limites de conception de l'équipement sont une plage de températures étendue de ±5°C supplémentaire lorsque c'est possible.

## Technologies du système de contrôle thermique
La mise au point du système de contrôle thermique repose sur une bonne connaissance du comportement thermique des matériaux utilisés. Celle-ci résulte de l'expérience acquise lors du développement des missions précédentes et, pour les nouveaux matériaux, d'essais menés par des laboratoires spécialisés.

### Gestion passive des échanges thermiques
| Matériau | Absorptivité (α) | Émissivité ( ε) | Température¹ | Température¹ |
| Matériau | Absorptivité (α) | Émissivité ( ε) | Kelvin       | °Celsius     |
| --- | ---------------- | --------------- | ------------ | ------------ |
| Aluminium | 0,379            | 0,035           | 715          | 442°C        |
| Aluminium poli | 0,200            | 0,031           | 628          | 355 °C       |
| Acier | 0,567            | 0,267           | 476          | 203 °C       |
| Peinture blanche | 0,252            | 0,853           | 290          | 17 °C        |
| Peinture noire | 0,975            | 0,874           | 406          | 133 °C       |
| Téflon aluminisé | 0,163            | 0,800           | 264          | -9 °C        |
| OSR | 0,077            | 0,790           | 220          | -53 °C       |
| ¹Température de la face tournée vers le Soleil Engin spatial distant d'une Unité Astronomique du Soleil (=Terre) La face arrière est isolée thermiquement du reste de l'engin spatial. |                  |                 |              |              |

#### Maîtrise des échanges radiatifs
La loi de Stefan-Boltzmann fait intervenir les puissances quatrièmes des températures absolues des corps en présence, mais aussi les propriétés thermo-optiques (émissivité et absorptivité) des surfaces d'échanges. On peut ainsi moduler ces échanges en utilisant des matériaux, revêtements, peintures ou traitements de surfaces permettant de moduler ces propriétés. Par exemple, on obtient ainsi une surface dotée d'une émissivité assez élevée (d'où bonne capacité à rayonner de la chaleur vers l'espace) et d'une absorptivité faible (qui permet de rester protégé d'entrées solaires parasites qui seront réfléchies en majorité).

#### Maîtrise des échanges conductifs
On utilise une approche double : d'abord le choix de matériaux bons conducteurs (souvent de l'aluminium) pour constituer les surfaces de pose des équipements si on veut favoriser les échanges et ensuite la mise en œuvre de joints thermiques permettant d'augmenter les conductances de contact (silicones chargés de nitrure de bore, tissu de graphite…). À l'inverse on peut souhaiter limiter les échanges par conduction et on utilisera alors des joints isolants à base de polyimides (Kapton, Vespel…)

### Technologies passives fréquemment mises en œuvre

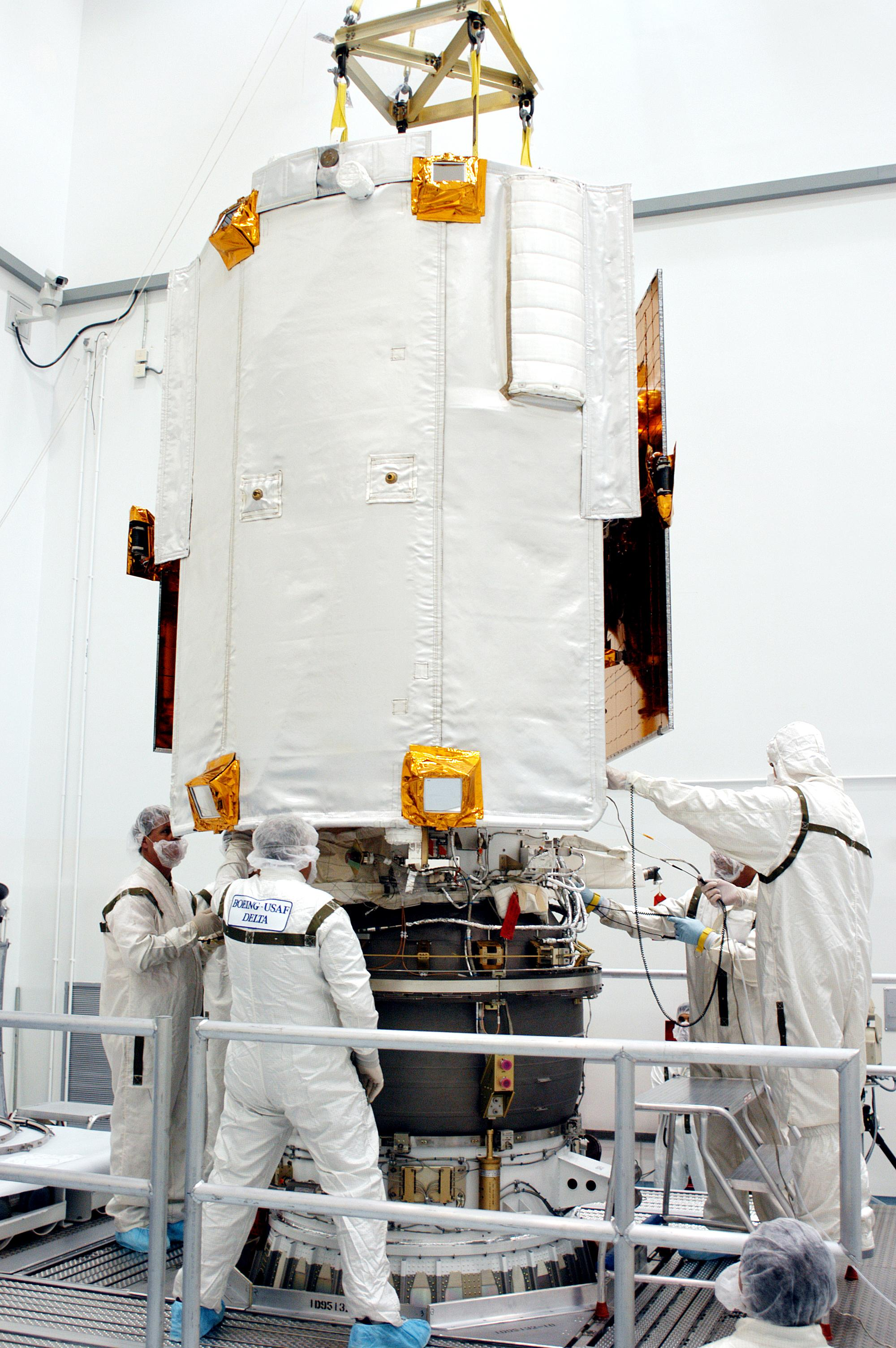
Pare-soleil de la sonde spatiale MESSENGER chargé de protéger les équipements des températures très élevées rencontrées au niveau de l'orbite de Mercure.

#### Isolant multicouches
Les tissus isolants multicouches, dispositif classique, sont destinés à limiter les échanges thermiques, et combinent à la fois les approches conductives et radiatives. Ils sont constitués de plusieurs feuilles d'un isolant aluminisé (en Mylar par exemple) séparées par des couches d'une sorte de « tulle », dont le rôle est de limiter des surfaces de contact entre les feuilles d'isolant. Le « mille-feuille » ainsi constitué est un empilement de couches émissives (fortement réfléchissantes au sens radiatif) séparées des lames de quasi-vide (les alvéoles du tulle) très peu conductives ; les échanges sont ainsi réduits. Ces couvertures multicouches, dont la face externe présente souvent un aspect doré, sont très utilisées sur les engins spatiaux,.

#### Cas particulier des OSR
Lorsqu'un engin spatial doit circuler dans des régions particulièrement chaudes du système solaire (par exemple au niveau de l'orbite de la planète Mercure comme la mission MESSENGER) on utilise sur certaines de ses surfaces des petits miroirs nommés par la NASA OSR (pour "Optical Solar Reflector"). De manière générale un matériau avec une émissivité importante (=diffusant bien sa chaleur) a une forte absorptivité (absorbe une bonne proportion du flux thermique reçu)  et réciproquement. L'OSR réussit grâce à sa nature composite à avoir une émissivité importante dans l'infrarouge et une faible absorptivité. Ce type de revêtement est donc idéal dans un environnement où le flux thermique du Soleil est très important. Comme nos miroirs domestiques, il est constitué d'une couche de quartz transparent avec une sous-couche de métal brillant généralement de l'argent. Le rayonnement solaire traverse le quartz mais est pratiquement entièrement réfléchi par la couche argentique qui absorbe un peu de chaleur. Le quartz, qui récupère par conductivité la chaleur accumulée par la sous-couche argentique et par les surfaces adjacentes,  a par contre une bonne émissivité en infrarouge ce qui lui permet d'évacuer cette chaleur. Pour la mission MESSENGER deux rangées d'OSR, des carrés de quelques centimètres de côté, sont intercalées entre chaque rangée de cellules photovoltaïques et permettent d'évacuer la chaleur accumulée par celles-ci et de maintenir leur température dans une plage admissible.

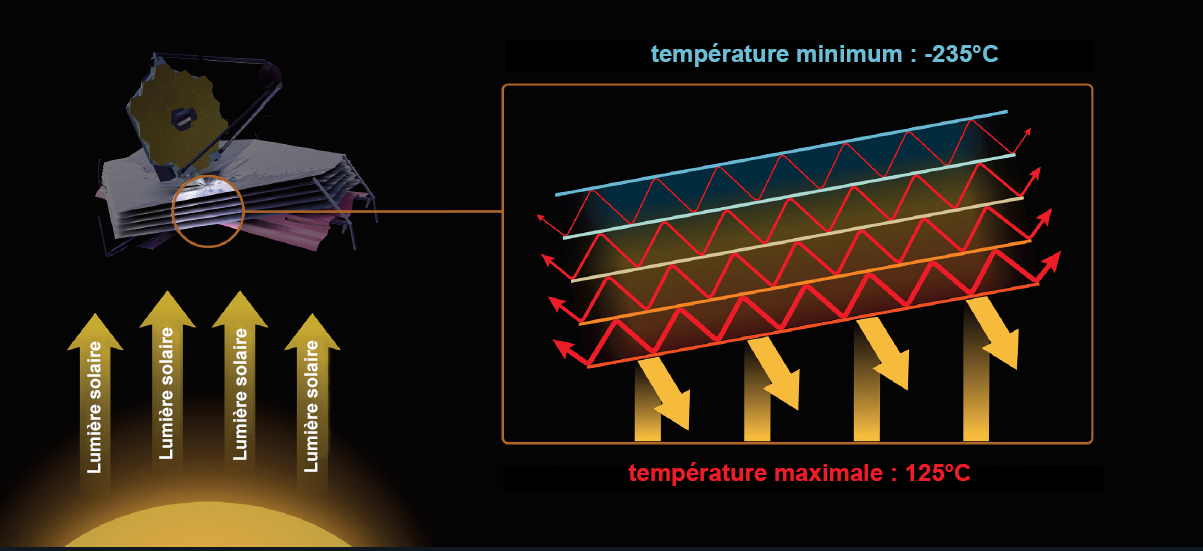
Schéma 4 : fonctionnement du bouclier thermique du télescope spatial JWST.

#### Caloduc
Pour un article plus général, voir Caloduc.
Le caloduc est un équipement qui évacue la chaleur produite par les équipements vers des radiateurs positionnés sur la face non exposée aux flux thermiques solaire et planétaire de l'engin spatial et qui dissipe celle-ci dans l'espace par rayonnement thermique. Pour transporter cette énergie de sa source chaude jusqu'au radiateur le caloduc utilise la convection ainsi que des phénomènes de changement d'état. Il est constitué d'un tube en aluminium extrudé à section circulaire présentant de fines cannelures internes; à l'extérieur le tube est accolé à deux semelles offrant des surfaces de pose pour le caloduc lui-même sur un panneau ou pour des équipements sur le caloduc. Le tube est rempli d'une quantité déterminée d'ammoniac et scellé par une soudure. Le remplissage permet d'avoir, dans les gammes de fonctionnement, la présence simultanée de phases liquide et gazeuse de l'ammoniac. En supposant qu'on dispose, en deux points du caloduc, d'un objet chaud et d'un objet froid, on va amorcer une cellule élémentaire qui fonctionne de la façon suivante: (o) à l'état initial supposé homéotherme, la phase ammoniac liquide se répartit uniformément dans les cannelures internes sous l'effet des forces capillaires (i) sous l'objet chaud, les parois du tube s’échauffent et vaporisent l’ammoniac dont la pression va croître ce qui va entraîner une migration du gaz (ii) sous l’objet froid, c’est au contraire le refroidissement relatif des parois qui va entraîner la condensation du gaz et alimenter ainsi le film d’ammoniac liquide qui va migrer par capillarité et refluer vers les zones chaudes. Un cycle de vaporisation, migration du gaz, condensation, pompage capillaire du liquide va assurer le transport de chaleur dont l’efficacité par rapport à la convection pure est augmenté par les chaleurs de vaporisation et de condensation de l’ammoniac : on crée ainsi une machine thermique élémentaire purement passive,.

### Radiateurs
Le radiateur chargé de dissiper la chaleur transportée est dimensionné de manière à dissiper la chaleur la plus importante susceptible d'être produite durant la mission de l'engin spatial. Certains radiateurs peuvent faire varier leur capacité : des volets mobiles de type persienne ou en forme de croix de saint André, dont le mouvement est asservi à des capteurs de température, permettent de masquer plus ou moins la surface du radiateur,.

### Élément chauffant à radio-isotope
Pour un article plus général, voir Élément chauffant à radioisotope.
| Mission                | Nbre RHU                                        |
| ---------------------- | ----------------------------------------------- |
| Apollo 11 (EASEP)      | 2 RHU (15W.)                                    |
| Pioneer 10 et 11       | 12 RHU                                          |
| Voyager 1 et 2         | 9 RHU                                           |
| Galileo                | Orbiteur : 103 RHU Sonde atmosphérique : 17 RHU |
| Mars Pathfinder        | Astromobile : 3 RHU                             |
| Cassini-Huygens        | Orbiteur : 82 RHU Atterrisseur Huygens : 35 RHU |
| Mars Exploration Rover | Astromobile : 8 RHU                             |

Pour les missions spatiales à destination de Mars et au-delà, caractérisées par un environnement froid du fait de l'éloignement du Soleil, des éléments chauffants à radio-isotope fournissant en permanence de la chaleur ont été utilisées notamment par la majorité des sondes spatiales de la NASA jusque dans les années 2000. Les éléments chauffants utilisés par la NASA (RHU acronyme en anglais de Radioisotope heater unit) sont constitués d'une pastille de 2,7 grammes de plutonium 238 placés dans une coque protectrice réalisée dans un alliage platine-rhodium. L'ensemble fournit un peu plus de 1 Watt de chaleur et pèse environ 40 grammes,.

### Dispositifs actifs

#### Réchauffeurs
Parmi les dispositifs actifs, les réchauffeurs sont les plus simples. Ce sont des résistances chauffantes qui se présentent sous forme de rubans ou de feuilles, généralement collés sur les surfaces que l'on souhaite réchauffer. Ces équipements sont associés par exemple par un thermostat qui les mettra en route dès que la température de référence tombe en dessous d'un certain seuil,. Des capteurs (thermistances) placés à des points stratégiques permettent de contrôler le bon fonctionnement des équipements. La mise en marche des réchauffeurs est commandée par le système de régulation thermique à partir des données des capteurs. Le réseau de réchauffeurs peut être redondé.

#### Machines thermiques actives
On utilise également des machines thermiques actives c'est-à-dire utilisant un dispositif mécanique pour assister le transport de la chaleur. L'actionneur est en général une pompe qui force la circulation d'un fluide dans un circuit. Sur ces bases on va rencontrer :
- des dispositifs monophasiques (c'est le modèle du circuit de refroidissement d'un véhicule automobile!) où la pompe assure la circulation d'un fluide caloporteur entre des surfaces d'échanges chaudes (équipements) et froides (radiateurs)[34] ;
- des dispositifs diphasiques qui utilisent à la fois la circulation d'un fluide mais aussi ses changements d'états (principe des climatiseurs) ; l'intérêt de ce type de dispositif est de pouvoir atteindre des températures basses adaptées au fonctionnement de certains imageurs[35].

#### Autres dispositifs
Le refroidissement de certaines zones (en général des détecteurs) peut aussi être assuré par d'autres dispositifs : sur des surfaces réduites on peut utiliser des jonctions thermo-électriques qui utilisent l'effet Peltier.

### Le cas extrême du cryostat
Pour les besoins extrêmes de très basses températures (détection dans l'infra-rouge), on est amené à utiliser un cryostat (qui n'est pas un dispositif actif à proprement parler). Le cryostat est un dispositif qui utilise l'inertie thermique d'un liquide très froid, qui va être consommé lentement par évaporation au cours de la mission. Le satellite ISO en constitue un exemple typique: le plan focal en était refroidi par de l'hélium liquide. Des applications plus récentes utilisent des changements de phase plus complexes du cryofluide, comme la transition superfluide de l'hélium liquide, pour atteindre des températures encore plus basses. Des machines thermiques peuvent aussi assurer des températures proches du zéro absolu sur satellite, voir par exemple le satellite Planck.

### Les boucliers thermiques pour la rentrée atmosphérique
Pour un article plus général, voir bouclier thermique.
Certains engins spatiaux sont amenés à rentrer dans l'atmosphère d'une planète pour atterrir à sa surface ou analyser sa composition. Compte tenu de la vitesse à laquelle s'effectue cette rentrée (plusieurs kilomètres par seconde,  7 et 12 kilomètres par seconde pour les engins pénétrant dans l'atmosphère terrestre). Dès que l'atmosphère devient plus dense, l'énorme énergie cinétique du véhicule est dissipée en énergie thermique, portant la température de sa surface à plusieurs milliers de degrés. Le bouclier thermique est chargé d'empêcher la chaleur d'atteindre la structure du véhicule pour éviter sa destruction. Deux types de dispositifs sont utilisés selon le type de mission : les systèmes réutilisables, conçus pour réémettre une grande partie de l'énergie reçue sous formes convective et radiative, et les systèmes ablatifs, dans lesquels une partie de la matière disparaît sous l'effet de divers phénomènes physico-chimiques en procurant une protection qui se superpose au phénomène radiatif. Ce dernier procédé est le plus fréquemment utilisé.
| Engin spatial           | Destination | Vitesse   | Flux thermique maximal | Matériau du bouclier thermique |
| ----------------------- | ----------- | --------- | ---------------------- | ------------------------------ |
| Galileo                 | Jupiter     | 47,4 km/s | 13 400 W/m2            | Résine phénolique              |
| Stardust                | Terre       | 12,8 km/s | 1 200 W/m2             | PICA                           |
| Genesis                 | Terre       | 11 km/s   | 850 W/m2               | Carbone-Carbone                |
| Apollo 11               | Terre       | 11 km/s   | 800 W/m2               | Fibre de verre, élastomètre    |
| Mars Science Laboratory | Mars        | 6 km/s    | 230 W/m2               | SLA-561V                       |
| Huygens                 | Titan       | 6,1 km/s  | 200 W/m2               | AQ60 Silicium Mousse           |
| Phoenix                 | Mars        | 5,6 km/s  | 56 W/m2                | SLA-561V                       |
| Mars Exploration Rover  | Mars        | 5,7 km/s  | 54 W/m2                | SLA-561V                       |
| Viking                  | Mars        | 4 km/s    | 24 W/m2                | SLA-561V                       |

## Vérification du système de contrôle thermique

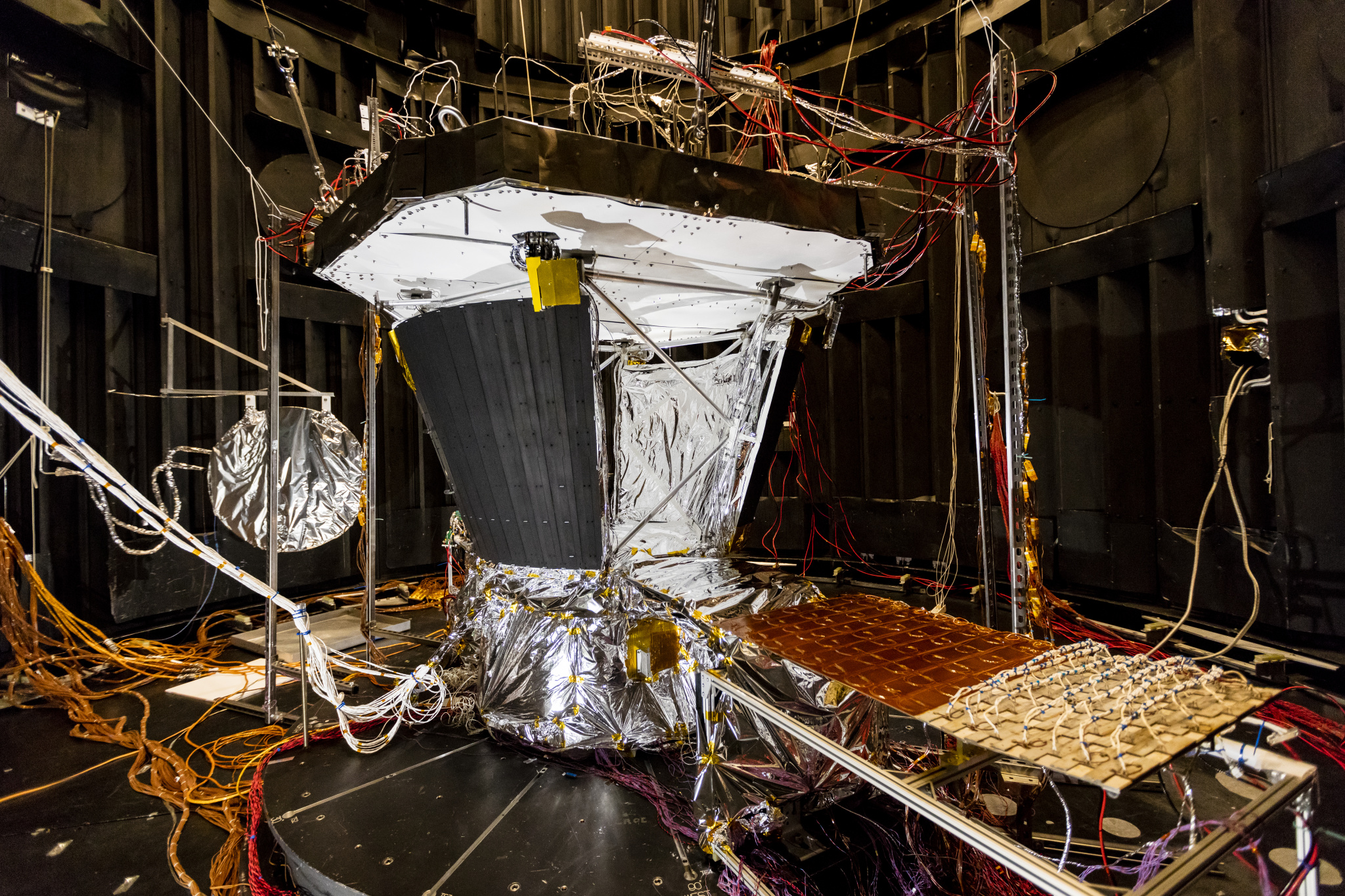
Le système de contrôle thermique de l'observatoire solaire Parker dont la trajectoire doit passer très près du Soleil est testé dans une chambre à vide.

La vérification du bon fonctionnement du système de contrôle thermique représente une partie importante des tests effectués durant la mise au point d'un engin spatial. Dès le début de la conception d'un engin spatial des modèles virtuels ou des maquettes physiques de tout ou partie de l'engin spatial sont utilisés pour vérifier la tenue des spécifications dans un environnement spatial. Les tests finaux sont effectués dans une chambre à vide sur une version de l'engin spatial fonctionnelle (modèle de vol comportant des équipements similaires à la version qui doit être lancée). Les conditions spatiales sont reproduites de manière statique (l'engin spatial est maintenu dans la plage de température la plus froide ou la plus chaude qu'il devra subir) et dynamiques (cycles thermiques propres à la mission par exemple pour un satellite terrestre alternance de passage de la face éclairée de la Terre à la face nocturne, éclipses solaires…). Durant ces tests on s'assure que l'ensemble des sous-systèmes fonctionne (mécanique, électrique, radio, optique…) et que les différents composants du système de contrôle thermique (réchauffeurs, thermostats, caloducs…) remplissent bien leur rôle.